# Rainbow Bridge (Niagara Falls)
Il Rainbow Bridge, ufficialmente noto come Niagara Falls International Rainbow Bridge, è un ponte che attraversa la gola del fiume Niagara. Collega la città statunitense di Niagara Falls, nello Stato di New York (a est) con quella omonima canadese nell'Ontario (a ovest).